# 朝鮮料理協会
朝鮮料理協会（ちょうせんりょうりきょうかい、朝鮮語: 조선료리협회）は、朝鮮民主主義人民共和国（通称：北朝鮮）の社会組織。北朝鮮の国家的支援のもと料理専門家らにより1988年（主体77年）8月6日に設立された。平壌直轄市普通江区域楽園洞に所在し、朝鮮の民族的食文化の発展と北朝鮮の料理水準の向上、そして北朝鮮人民の食生活の向上を主たる目的として活動している。

## 協会のあらまし

### 組織
協会の組織には最高指導機関である全国理事会の下に料理技術の指導を担当する技術指導委員会があり、技術指導委員会は5つの分科会を持つ。このほか、地方組織として地域協会、支会、分会があり、分会はさらに職場の作業班単位に分かれる。

### 事業内容

#### 等級事業
料理技術の向上と高級料理人の育成のため審査基準を設けて料理人の料理スキルを審査し、スキルに応じて料理人に等級をつける事業を行っている。

#### コンテスト事業
料理技術の向上を目的として年に数回、全国規模および地方規模で料理コンテストを開催している。最も大規模なコンテストは毎年4月に行われる「祝日料理祝典」である。

#### 出版事業
- 書籍

『四季民俗食べ物』（2015年）
『朝鮮料理全集』全10巻（1994年 - 2013年）いずれも朝鮮料理協会全国理事会（平壌）発行。
伝統的な朝鮮料理と近代的な朝鮮料理あわせて約6千種類のレシピが記述されている。
| 「朝鮮料理全集」編纂委員会, ed (1994) (朝鮮語). 酒食. 朝鮮料理全集. 第1巻                                    |
| 「朝鮮料理全集」編纂委員会, ed (1994) (朝鮮語). 民族伝統料理. 朝鮮料理全集. 第2巻                            |
| 「朝鮮料理全集」編纂委員会, ed (1995) (朝鮮語). 宴会料理. 朝鮮料理全集. 第3巻                                |
| 「朝鮮料理全集」編纂委員会, ed (1996) (朝鮮語). ご飯料理. 朝鮮料理全集. 第4巻                                |
| 「朝鮮料理全集」編纂委員会, ed (2000) (朝鮮語). 狩猟料理. 朝鮮料理全集. 第5巻                                |
| 「朝鮮料理全集」編纂委員会, ed (2000) (朝鮮語). 地方料理. 朝鮮料理全集. 第6巻                                |
| 「朝鮮料理全集」編纂委員会, ed (2010) (朝鮮語). 家庭料理. 朝鮮料理全集. 第7巻. ISBN 9789946415017            |
| 「朝鮮料理全集」編纂委員会, ed (2012) (朝鮮語). 保養料理. 朝鮮料理全集. 第8巻. ISBN 9789946415024            |
| 「朝鮮料理全集」編纂委員会, ed (2013) (朝鮮語). 保存食品. 朝鮮料理全集. 第9巻. ISBN 9789946415031            |
| 「朝鮮料理全集」編纂委員会, ed (2013) (朝鮮語). 甘い食べ物、飲み物. 朝鮮料理全集. 第10巻. ISBN 9789946415048 |

- 雑誌

雑誌『朝鮮料理』（2009年1月 - ）

#### レストラン事業
- 玉流館

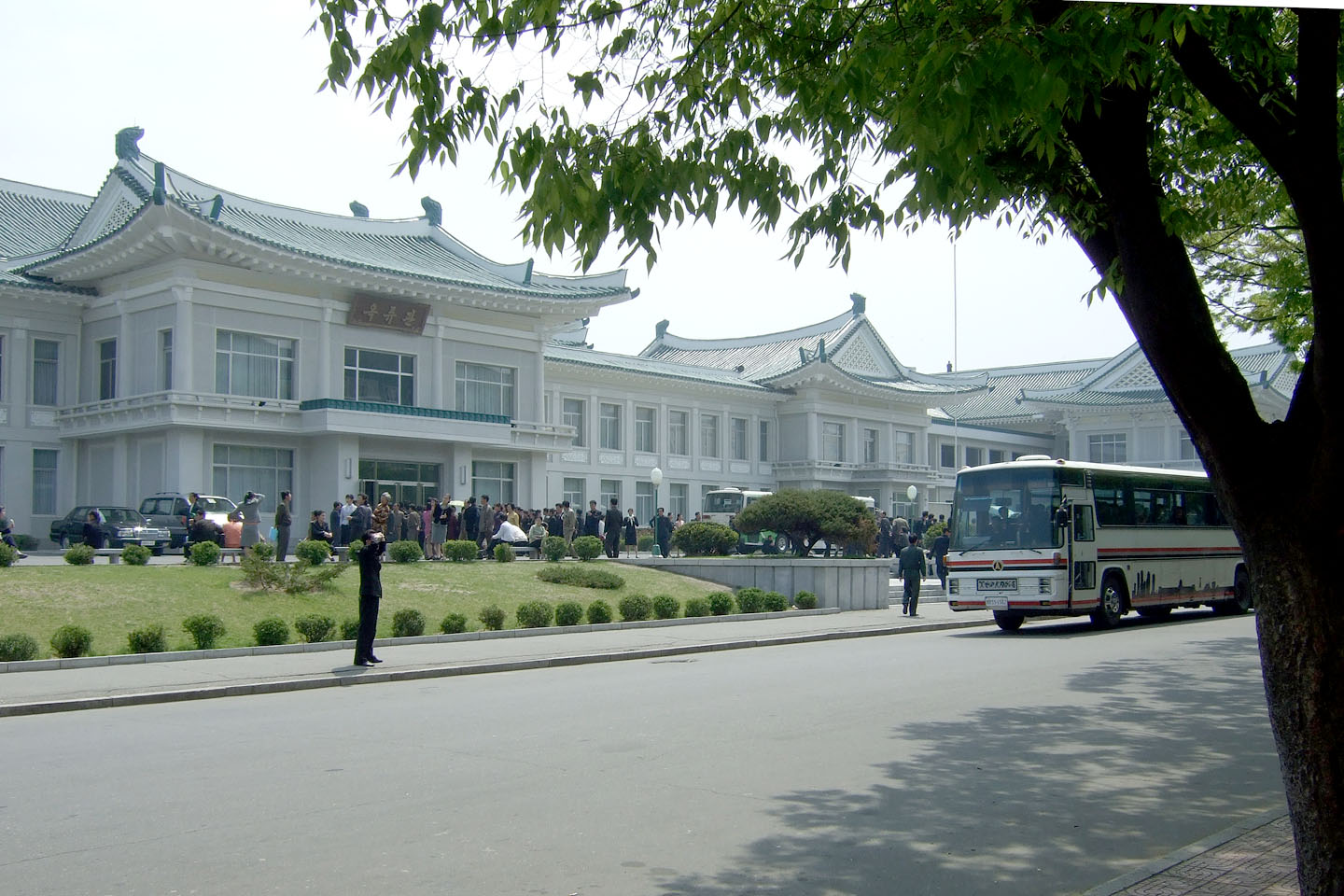
玉流館

1960年（主体49年）8月13日に開館した平壌市中区域の大同江沿いに所在するレストラン。平壌冷麺を代表料理とし、朝鮮労働党幹部の宴会や外国人重要人物の接待に多く利用される。北朝鮮だけでなく、大韓民国（通称：韓国）においても有名な店である。
- 清流館[13]

金日成の70歳の誕生日を記念して1982年（主体71年）4月17日に開館した平壌市中区域東城洞に所在するレストラン。エスニック料理を専門とし、玉流館とともに北朝鮮を代表するレストランである。
上記の2つのレストランを含め、平壌を中心に21のレストランを運営している。

#### ウェブサイト事業
2012年（主体101年）3月14日にウェブサイト「チョソンリョリ」を開設し、朝鮮料理協会の活動内容やニュース、朝鮮食文化の歴史、朝鮮料理のレシピなどを提供している。